# Tephrina kaszabi
Tephrina kaszabi är en fjärilsart som beskrevs av András Vojnits 1974. Tephrina kaszabi ingår i släktet Tephrina och familjen mätare. Inga underarter finns listade i Catalogue of Life.